# Логическая модель представления знаний
Логическая модель представления знаний — модель в представлении знаний.
Основная идея подхода при построении логических моделей представления знаний — вся информация, необходимая для решения прикладных задач, рассматривается как совокупность фактов и утверждений, которые представляются как формулы в некоторой логике. Знания отображаются совокупностью таких формул, а получение новых знаний сводится к реализации процедур логического вывода. В основе логических моделей представления знаний лежит понятие формальной теории, задаваемое кортежем: {\displaystyle S=\langle B,F,A,R\rangle },
где:
- {\displaystyle B} — счетное множество базовых символов (алфавит);
- {\displaystyle F} — множество, называемое формулами;
- {\displaystyle A} — выделенное подмножество априори истинных формул (аксиом);
- {\displaystyle R} — конечное множество отношений между формулами, называемое правилами вывода.

## Достоинства логических моделей представления знаний
- В качестве «фундамента» здесь используется классический аппарат математической логики, методы которой достаточно хорошо изучены и формально обоснованы.
- Существуют достаточно эффективные процедуры вывода, в том числе реализованные в языке логического программирования Пролог, использующие механизмы автоматического доказательства теорем для поиска и логически осмысленного вывода информации
- В базах знаний можно хранить лишь множество аксиом, а все остальные знания получать из них по правилам вывода, а также Данные, факты и другие сведения о людях, предметах, событиях и процессах.